# 羅府テレフォンガイド
羅府テレフォンガイド(Rafu Telephone Guide)はジャパン・パブリシティー、Japan Publicity, Inc., によって毎年5月に刊行されるロサンゼルス、サンディエゴ、ラスベガス地域においての日本語・英語の電話帳である。なお、羅府とはロサンゼルスの意味である。（ロサンゼルス#名称を参照。）
1982年に創刊され、カリフォルニア州では初めての非英語表記電話帳となる。
年間発行部数65,000部であり、アメリカ国内では1982年の創刊以来、日系社会でもっとも歴史あるメディアとして幅広く活用されている。羅府テレフォンガイドは18,000件以上ものリスティングが600のカテゴリ別に監修されており、広告主は1,200社以上ともなる。
1982年の創刊から羅府テレフォンガイドは常に変わり続けている。創刊時はロサンゼルス地区の情報のみであったが、後にサンディエゴ地区とラスベガス地区の情報が加わった。過去には日系人の個人電話帳を記載したホワイトページ・セクションが存在したり、インターネット用語や使用法などをまとめたブルーページ･セクションなどが記載されたこともある。
構成はおよそ1,000ページにも及び、巻頭カラー、エリアガイドシリーズ、クーポンなどの特設ページ、ビジネスディレクトリ、レストランメニューなどを含む。国内外、日系マーケット、レストラン、書店、病院、観光局、など約1,200拠点へ無料配布されており、配布地域の内訳はロサンゼルス・サウスベイ・バレーが60%、オレンジカウンティ・サンディエゴが35%、そしてパームスプリングス、ラスベガス、ニューヨーク、他州、日本が5%。
電話帳のみではなく、リトル・トーキョーのエリアマップや、他のアジア系アメリカ人のコミュニティーのマップ、そして巻末にはアメリカ全土の地図、運転免許証問題集、国際電話のかけ方等アメリカ生活に必要な基本情報をわかりやすく紹介したインフォメーション・セクションがある。

## 受賞歴
2度の世界電話帳コンテストでの受賞。
- 1994年 – イエローページ・パブリッシャー・アソシエーション（YPPA）世界電話帳コンテスト、マーケティング部門－銀賞
- 1996年 – イエローページ・パブリッシャー・アソシエーション（YPPA）電話帳コンテスト、印刷物部門－銅賞
- 2009年 – イエローページ・アソシエーション（YPA）－表紙デザイン賞